# Plana Alta
La Plana Alta è una delle 34 comarche della Comunità Valenciana, con una popolazione di 226 591 abitanti in maggioranza di lingua catalana; suo capoluogo è Castelló de la Plana (cast. Castellón de la Plana).
Amministrativamente fa parte della provincia di Castellón, che comprende 8 comarche.